# Luciano Montero
Luciano Montero (nacido el 20 de abril de 1908 en Gemuño, provincia de Ávila - fallecido en agosto de 1993) fue un ciclista español, profesional entre los años 1926 y 1939, durante los cuales logró 41 victorias.
Nacido en la provincia de Ávila, sin embargo se crio en la localidad vasca de Ordizia (Guipúzcoa). Fue el primer español en ganar una medalla en un Campeonato del Mundo de ciclismo, al acabar segundo en 1935, por detrás del belga Jean Aerts. También fue tres veces campeón de España y dos veces subcampeón.
Su hermano, Ricardo Montero Hernández, y su sobrino, Luciano Montero Rechou, también fueron ciclistas.

## Palmarés
| 1927 - G.P. Pascuas 1928 - G.P. Pascuas 1929 - Campeonato de España en ruta 1930 - 2.º en el Campeonato de España en ruta 1932 - Campeonato de España en ruta - GP República 1933 - 2.º en el Campeonato de España en ruta - 1 etapa de la Vuelta a Galicia - Prueba de Legazpi | 1934 - Campeonato de España en ruta - GP República - Gran Premio de l'Écho d'Alger - GP Vizcaya 1935 - 2.º en el Campeonato del Mundo en ruta - 3.º en el Campeonato de España en ruta 1936 - 2.º en el Campeonato de España en ruta |

## Resultados en Grandes Vueltas y Campeonato del Mundo
Durante su carrera deportiva ha conseguido los siguientes puestos en las Grandes Vueltas y en los Campeonatos del Mundo en carretera:
| Carrera         | 1925 | 1926 | 1927 | 1928 | 1929 | 1930 | 1931 | 1932 | 1933 | 1934 | 1935 | 1936 | 1937 | 1938 | 1939 |
| --------------- | ---- | ---- | ---- | ---- | ---- | ---- | ---- | ---- | ---- | ---- | ---- | ---- | ---- | ---- | ---- |
| Giro de Italia  | -    | -    | -    | -    | -    | -    | -    | -    | -    | -    | -    | -    | -    | -    | -    |
| Tour de Francia | -    | -    | -    | -    | -    | -    | -    | -    | -    | 30.º | -    | -    | -    | -    | -    |
| Vuelta a España | X    | X    | X    | X    | X    | X    | X    | X    | X    | X    | Ab.  | -    | X    | X    | X    |
| Mundial en Ruta | X    | X    | -    | -    | -    | -    | -    | -    | -    | -    | 2º   | 10º  | -    | -    | X    |

-: No participa

Ab.: Abandono

X:Ediciones no celebradas

## Equipos
- Real Unión (1926-1927)
- Dilecta - Real Unión (1928-1929)
- Real Unión (1930-1931)
- Real Unión - Orbea (1932-1933)
- Real Unión (1934-1935)
- Colin (1936)
- Independiente (1937-1939)